# Pia Andersen
Pia Andersen (* 27. April 1960) ist eine ehemalige dänische Fußballspielerin.

## Karriere

### Vereine
Andersen spielte zunächst und bis ins Jahr 1975 für den in Ballerup (wenige Kilometer nordwestlich von Kopenhagen), in der gleichnamigen Kommune in der Region Hovedstaden, ansässigen Verein Ballerup-Skovlunde Fotbold, bevor sie nach Ringsted auf die Insel Seeland gelangte und dort für Ringsted Idrætsforening vom 18. September 1976 bis zum 17. Juli 1984 169 Punktspiele bestritt.

### Nationalmannschaft
Andersen bestritt als Nationalspielerin für die DBU in zwei Jahren fünf Länderspiele. Ihr Debüt in der Nationalmannschaft fand im Ausland statt; am 30. April 1983 trennte sie sich mit ihrer Mannschaft in Delmenhorst mit 1:1 unentschieden von der Nationalmannschaft Deutschlands im dritten Spiel der EM-Qualifikationsgruppe 4. Anschließend erlebte sie in Mellerud das am 10. August 1983 gegen die Nationalmannschaft Schwedens mit 1:2 verlorene Freundschaftsspiel spielerisch mit. In Brüssel war sie am 8. Oktober 1983 in ihrem zweiten EM-Qualifikationsspiel beim 2:2-Unentschieden gegen die Nationalmannschaft Belgiens aktiv. Mit der gelungenen Teilnahme an der EM-Finalrunde kam sie in dieser einzig im Halbfinalrückspiel gegen die Nationalmannschaft Englands zum Einsatz. Nachdem das Hinspiel am 8. April 1984 in Crewe bereits mit 1:2 verloren wurde und das Rückspiel in Hjørring mit 0:1 wurde der Einzug ins erste EM-Finale verpasst. Ihren letzten Einsatz als Nationalspielerin hatte sie am 24. Oktober 1984 in Odense beim 1:1-Unentschieden gegen die Nationalmannschaft Finnlands im zweiten Spiel der EM-Qualifikationsgruppe 1, in dem sie die letzten 30 Minuten bestritt.

## Erfolge
- Halbfinalist Europameisterschaft 1984